# Přesun ostatků Karla Hynka Máchy na Vyšehradský hřbitov

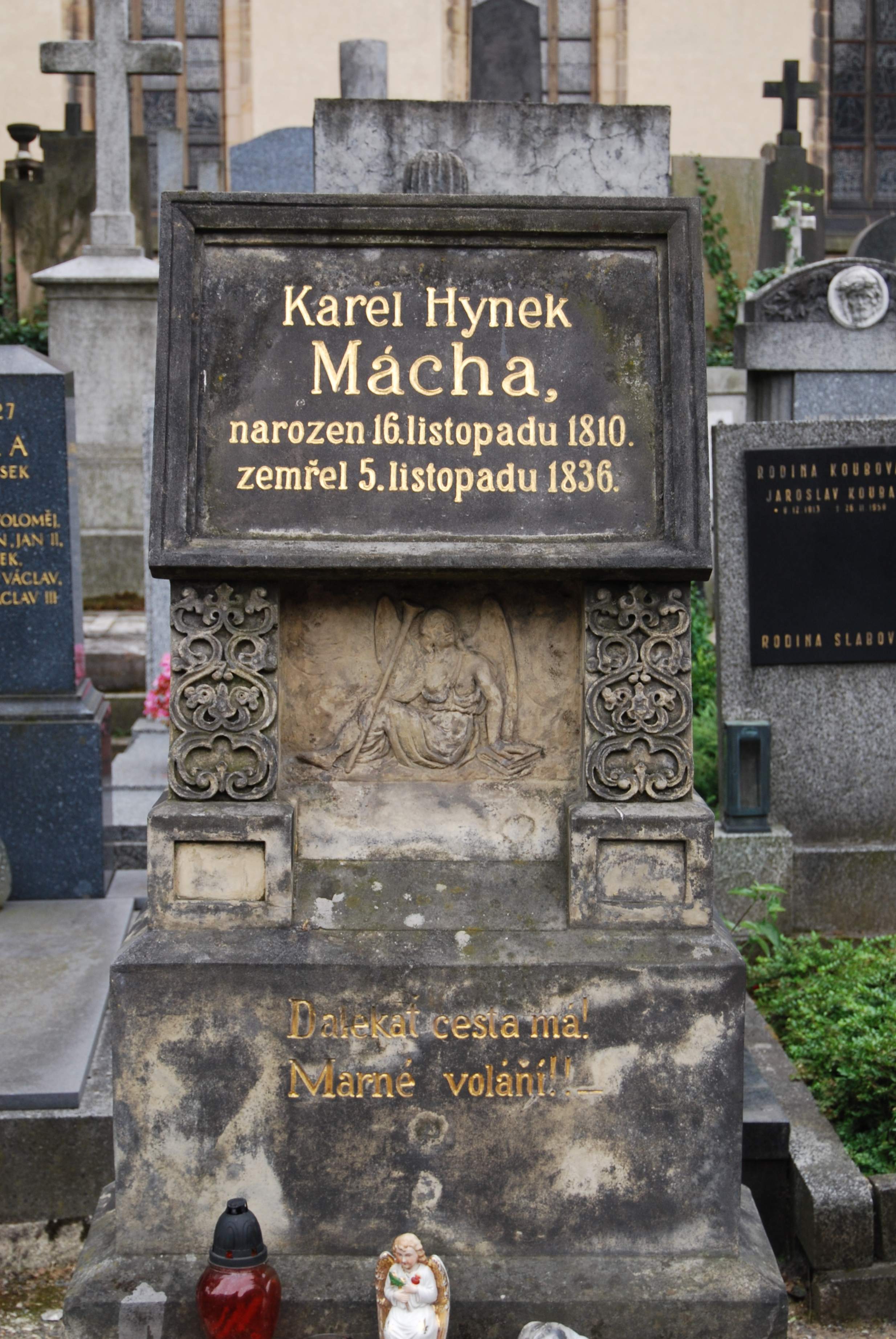
Máchův hrob na pražském Vyšehradském hřbitově

Přesun ostatků Karla Hynka Máchy na Vyšehradský hřbitov byla událost, ke které došlo 6. a 7. května 1939. Akt je považován za jednu z manifestací českého národa proti německé okupaci.

## Karel Hynek Mácha
Karel Hynek Mácha (16. listopadu 1810 – 6. listopadu 1836) byl český básník tvořící ve stylu romantismu. Po gymnáziu studoval práva a roku 1836 získal místo advokátského praktikanta v Litoměřicích. Vedle toho cestoval a hrál divadlo. Sepsal lyricko-epickou báseň Máj a byl autorem prozaických děl Cikáni nebo Márinka. Zemřel krátce před svou plánovanou svatbou s Eleonorou Šomkovou na následky prochladnutí při hašení požáru.

## Historie

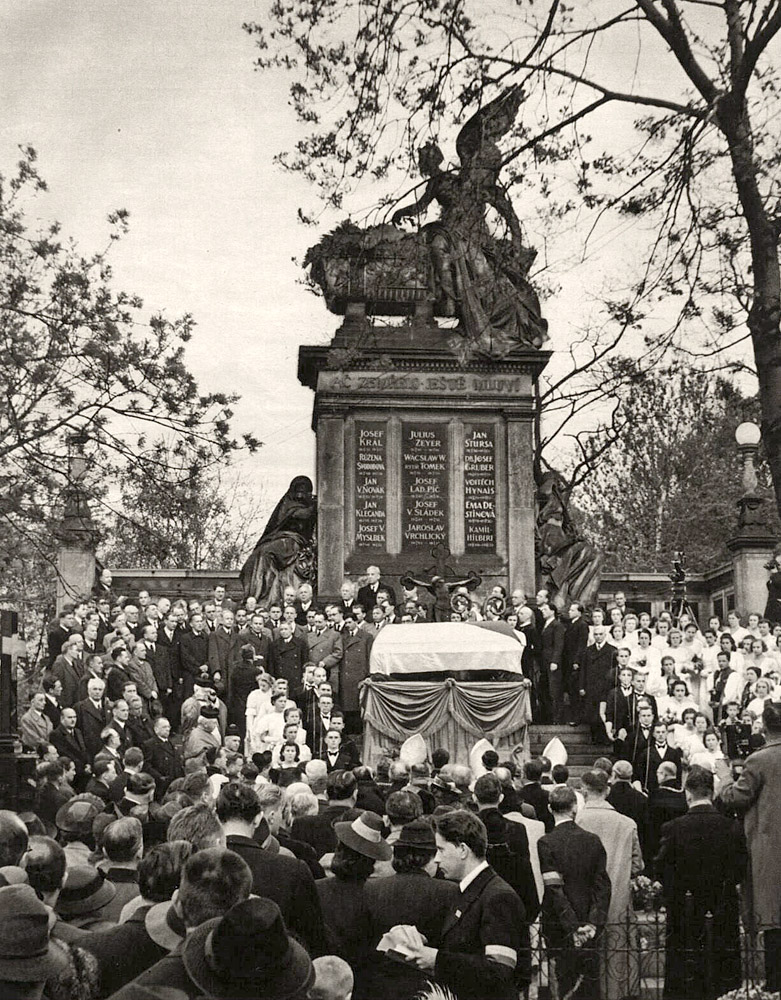
Rakev s Máchovými ostatky před Slavínem

Po svém úmrtí byl Mácha pochován na litoměřickém hřbitově na západní straně města. Jakmile se mělo město po Mnichovské dohodě stát součástí Německem zabraného pohraničí, uskutečnil se první říjnový den roku 1938 převoz Máchových ostatků do Prahy. Podílel se na něm i bývalý guvernér Národní banky československé Karel Engliš, pražský primátor Petr Zenkl nebo odborný rada pražského magistrátu Alois Žípek, který zařídil převoz po domluvě s ředitelem pražské Pohřební služby Jaroslavem Nekvasilem. Vyzvednutí se uskutečnilo ve 12.30 a za hodinu a půl odnesli hrobník Hans Knobloch se svým pomocníkem Franzem Drakem v hedvábném sáčku exhumované pozůstatky básníka do hřbitovní márnice, kde je následně pracovníci pražského Pohřebního ústavu poskládali do rakve a poté se pohřebním vozem vydaly na cestu do metropole. Z původního místa na litoměřickém hřbitově byl rovněž odebrán náhrobní kámen. Do Prahy vůz dorazil navečer. Ostatky byly uloženy ve strašnickém krematoriu a odtud později převezeny do antropologického ústavu k průzkumu a konzervaci.
Průzkum Máchových ostatků provedl český antropolog Jiří Malý, který rovněž ostatky připravil pro pietní uložení. Jejich uložení se událo krátce po začátku německé okupace zbytku Čech a Moravy (15. března 1939) a vyhlášení Protektorátu Čechy a Morava (o den později, 16. března) Básníkovy ostatky byly uloženy do dubové rakve zahalené navíc státní vlajkou a vystaveny na rampě v Panteonu Národního muzea. Dne 6. května 1939 se rakev za zvuku vyzvánějících zvonů vezla na katafalku taženém bílými koňmi ulicemi Prahy až na Vyšehrad, kde byla večer uložena v bazilice svatého Petra a Pavla.
Následující den (7. května) se uskutečnil církevní obřad vedený knězem Bohumilem Staškem. U hrobu promluvili generál Rudolf Medek či herec Eduard Kohout, jenž recitoval báseň Josefa Hory. Na závěr obřadu zazněla státní hymna zazpívaná sborem pražských učitelů. O události reportoval Československý rozhlas, který ji vysílal dvouhodinovým přímým přenosem, jímž posluchače komentářem provázeli Josef Cincibus, Miloslav Disman a František Kocourek.